# Szlakóc vára
Szlakóc vára (horvátul: Utvrda Slakovci) egy középkori várhely Horvátországban, a Vukovár-Szerém megyei Szlakóc település határában.

## Fekvése
A vár a falutól délnyugatra, az Atakra vezető úttól északra állt.

## Története
Szlakóc várának első írásos említése 1491-ből származik „Castellum Slakocz” alakban abban az oklevélben, melyben a hűtlenségbe esett Garai Lőrinc birtokait, köztük Szlakócot II. Ulászló magyar király Várdai Péter kalocsai érseknek adja. A vár és a település valószínűleg már az első említés előtt is létezett. A név eredete a szóbeli hagyomány szerint a szulák növénynévből származik. A várat valószínűleg a Garaiak építették a török elleni védelem céljából, akik már 1459-ben teljesen uralták Szerbiát és 1463-ban meghódították Boszniát is, ahonnan gyakran betörtek a Szerémségbe. Ulászló király 1493-ban a hűtlen Bánﬁ Lőrinctől és Kishorvát Jánostól elvette, majd a kalocsai érseknek adta. Bánﬁék visszafoglalták, majd a királyi hadjárat során Meziřičký János vívta meg 1495 januárjában. 1495 februárjában Váradi Péter érsek visszakapta a királytól. Az érsek és a Vingártiak pereskedtek felette még 1500-ban is. 1506-ban azonban már ismét a Garai Lőrinc kezén találjuk új királyi adományként valamennyi birtokkal együtt Szlakócot („Zlaakowch”) is. Az uradalomhoz tartozó 24 jobbágyfalu között ott találjuk a vár mellett fekvő Szlakócot is. Valószínűleg a felszabadító háborúban pusztult el, majd az elhagyott várat a lakosság építőanyagnak széthordta.

## A vár mai állapota
A várnak mára földfelszín feletti része nem maradt, csak a terepalakzatokból lehet következtetni egykori helyére és kiterjedésére.